# ケイティ・マクグラス
ケイティ・マクグラ（英語: Katherine Elizabeth McGrath 、1983年 - ）は、アイルランド出身の女優である。

## 概要

### 出自
1983年10月、アイルランドの首都ダブリンから近いウィクローカウンティーのアシュフォードにて生まれた。ダブリンのトリニティー・カレッジの歴史学科で学位を修めた。ファッション・ジャーナリズム関係の仕事を求め、『イメージ・マガジン』で働いた。それまでは、テレビドラマ『 THE TUDORS〜背徳の王冠〜 The Tudors 』で衣装アシスタントとして働いていた。

### キャリア
『 THE TUDORS〜背徳の王冠〜』での仕事の間に、マクグラスは演技に取り組んでみるよう助言を受けた。彼女はアイルランドの方々の代理人へ写真を送った。そして、第 2 シリーズ第 3 話において小さな役を獲得した。
マクグラスは、次のように述べている。
| 「 | 私は、何人かのプロデューサーから役者にならないかと勧められた。私はただ「いいですとも」と思った。それは、いわばサーカスに加わるために走り出すようなこと、若く、しかし一方で成長し適職を得ようとするときに誰もが求めることだった。しかし、誰かがそれをしなければ、誰もサーカスには加われないだろう。 | 」 |

マクグラスはフィーチャー映画の『エデン Eden 』と『フリークドッグ Freakdog 』に出演した。2008年には、 BBC One が制作したテレビドラマ『魔術師 MERLIN』でメインキャストを射止めた。このドラマは世界中で放映され、マクグラスにとっては最初の代表作といえる出演作となった。
2009年上半期には、チャンネル4 が制作した 5 編からなるエリザベス2世の生涯についてのドキュメンタリードラマにも出演した。そこでは、若い頃のマーガレット王女を演じた。同年下半期には、『魔術師 MERLIN』の仕事に戻り、第5シリーズまで放送された。
2013年には、ホラードラマ『ドラキュラ』に出演し、2015年には、映画『ジュラシック・ワールド』に出演した。
2016年には、テレビドラマ「SUPERGIRL/スーパーガール」でレックス・ルーサーの妹レナ・ルーサーを演じることが決定した。

## フィルモグラフィー
| 年     | タイトル                                          | 役名                  | 備考                            |
| ------ | ------------------------------------------------- | --------------------- | ------------------------------- |
| 2007年 | Damage                                            | Rachel                | テレビドラマ                    |
| 2008年 | Eden                                              | Dessie's Girlfriend   | 映画                            |
| 2008年 | Freakdog                                          | Harriet Chambers      | 映画                            |
| 2008年 | 魔術師 MERLIN （第 1 シリーズ） Merlin Series - 1 | モルガーナ            | テレビドラマ                    |
| 2008年 | THE TUDORS〜背徳の王冠〜 The Tudors Episode 2.5   | Bess                  | テレビドラマ                    |
| 2008年 | The Roaring Twenties                              | Vixen                 | テレビミニシリーズ              |
| 2009年 | 魔術師 MERLIN （第 2 シリーズ） Merlin Series - 2 | モルガーナ            | テレビドラマ                    |
| 2009年 | The Queen                                         | Princess Margaret     | ドキュメンタリードラマの1話     |
| 2010年 | 魔術師 MERLIN （第 3 シリーズ） Merlin Series - 3 | モルガーナ            | テレビドラマ                    |
| 2011年 | ウォリスとエドワード 英国王冠をかけた恋 W.E.      | テルマ・ファーネス    | 映画                            |
| 2011年 | Princess for Christmas                            | Jules Daly            | テレビ映画                      |
| 2011年 | 魔術師 MERLIN （第 4 シリーズ） Merlin Series - 4 | モルガーナ            | テレビドラマ                    |
| 2012年 | Labyrinth                                         | Oriane Congost        | テレビミニシリーズ              |
| 2012年 | Tríd an Stoirm                                    | Alice/Banshee（voice) | 短編映画                        |
| 2012年 | 魔術師 MERLIN （第 5 シリーズ） Merlin Series - 5 | モルガーナ            | テレビドラマ                    |
| 2013年 | Dates                                             | Kate Foster           | テレビドラマ                    |
| 2013年 | Dracula                                           | Lucy Westenra         | テレビドラマ                    |
| 2014年 | Leading Lady                                      | Jodi Rutherford       | 映画                            |
| 2015年 | ジュラシック・ワールド Jurassic World             | ザラ                  | 映画                            |
| 2015年 | The Throwaways                                    | Gloria Miller         | 映画                            |
| 2016年 | SUPERGIRL/スーパーガール                          | レナ・ルーサー        | ドラマ                          |
| 2016年 | Knights of the Roundtable: King Arthur            | Elsa                  | 映画                            |
| 2023年 | ザ・コンチネンタル:ジョン・ウィックの世界から     | 裁定人                | Amazon Prime Video ミニシリーズ |